# Dogue (tipo de cão)

Cão Dogo Canário

Dogue, Dogo, Dogge, Presa ou Fila, são termos para um sub-tipo de cães molossos historicamente usados como cães de agarre para caça grossa, bull-baiting e contenção do gado bovino. Normalmente os dogues têm uma estrutura mais leve que os do tipo mastim.
A FCI e CBKC usavam o termo dogue como uma subdivisão/subseção dos molossos no grupo 2.

## Etimologia

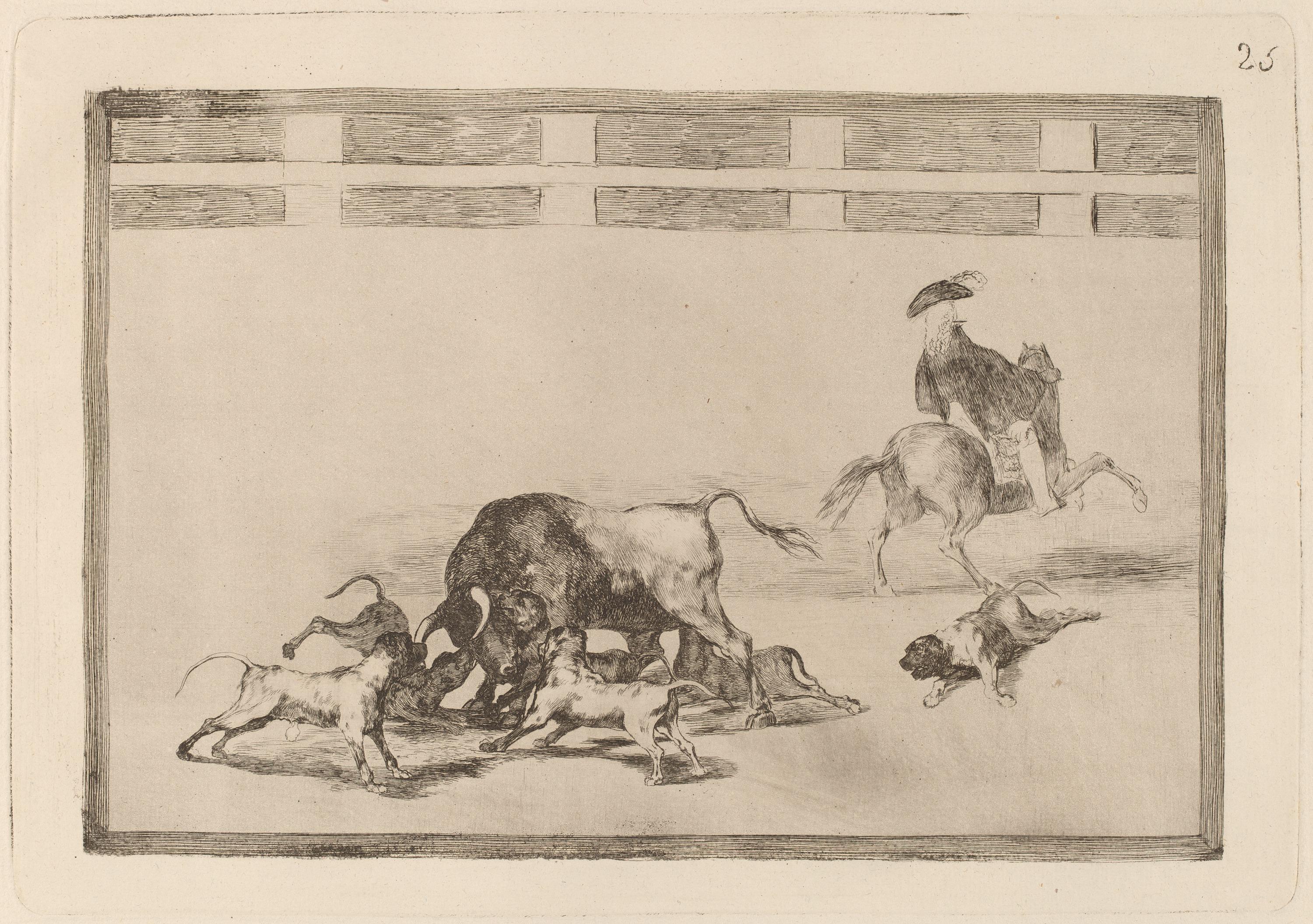
Bull-baiting espanhol com cães

O termo dogo deriva do espanhol. Na Espanha, dogos normalmente são cães de presa locais que também têm sido usados como cães de gado e guardiões do gado. As raças espanholas do tipo dogo são às vezes conhecidos como presas - por exemplo, o Dogo Canário era originalmente chamado presa canário e o Dogo Mallorquín é alternadamente conhecido pelos espanhóis como presa mallorquín . O extinto Perro de Presa Español estava intimamente relacionado a eles e poderia ter sido um dos seus antepassados. No entanto, os dogos da América Latina - o dogo argentino, o dogue brasileiro e o dogo guatemalteco - nunca são chamados de Presas.
Em francês e português, os dogos são chamados de dogues e em alemão dogges. Portanto, em espanhol, o Dogue de Bordéus é conhecido como dogo de Burdeos e o dogue alemão (Deutsche Dogge em alemão) como dogo alemán. Além disso, a palavra portuguesa fila é basicamente um equivalente para a palavra presa e um dicionário português publicado em 1813 explica o termo cão de fila como sendo "um cachorro que morde uma presa sem soltá-la" - portanto refere-se ao mesmo tipo de cães de captura como os dogos da Espanha.
Em espanhol, francês e alemão, o tipo dogo, tipo dogue ou doggenartige Hunde, respectivamente, também se refere a um subgrupo de cães mastins no sistema da FCI. No entanto, raças de mastim mais massivas e pesadas pertencentes ao mesmo subgrupo da FCI ainda são usualmente chamadas de mastín, mâtin e mastiff, respectivamente.

## Raças

### Dogos verdadeiros
As seguintes raças são consideradas como dogues ou presas (Filas):
- Dogo Argentino (dogue argentino em francês; Argentino Dogge em alemão)
- Dogue de Bordeaux (dogo de burdeos em espanhol; Bordeauxdogge em alemão)
- Dogo brasileiro (dogue brasileiro em português; dogo brasileño em espanhol)
- Dogo Canario (em francês, dogue des Canárias )
- Dogo Cubano (extinto)
- Dogo Español
- Cordoba Fighting Dog (dogo de Cordoba em espanhol) (extinta)
- Perro de Presa Español (extinto)
- Dogo guatemalteco (dogo Guatemalteco em espanhol)
- Dogo Mallorquín (em francês, dogue de Majorque; em alemão, Mallorca-Dogge )
- Dogo Sardesco
- Fila de São Miguel
- Fila da Terceira (em alemão, Terceira-Dogge)[9] (extinta; sendo recriada)
- Fila brasileiro(Fila brasileiro em português; Fila brasileño em espanhol)

### Outras raças do tipo dogue
As seguintes raças não são chamadas dogues, mas praticamente representam o mesmo tipo e têm parcialmente as mesmas origens:
- Alano Español (German Spanische Dogge)
- Bandog
- Cane Corso
- Mastim Napolitano
- Mastim espanhol
- Perro Bravo
- Presa Boliviano
- Swinford Bandog
- Cimarron uruguaio

### Dogos discutíveis
As seguintes raças são conhecidas como dogues em espanhol, francês e alemão, mas não cumprem características típicas do tipo dogue:
- Dogue alemão (dogo alemán em espanhol; dogue allemand em francês; Deutsche Dogge em alemão) - difere dos dogos típicos por seu tamanho;
- Mastim tibetano (dogo do Tibete em espanhol; dogue du tibet em francês; tibet-dogge em alemão) - difere dos dogos típicos por muitos fatores, como o tamanho, as proporções e o pelo e é mais comumente considerado como representando o subtipo "cão de montanha" dos molossos.

As seguintes raças são muito semelhantes a algumas raças do tipo dogue, mas têm origens muito diferentes e são geralmente consideradas como terriers do tipo bull.
- Pit Bull Terrier americano
- American Staffordshire Terrier
- Bull Terrier (tipo original)
- várias outras raças tipo Bulldog.